# انکار نکبت

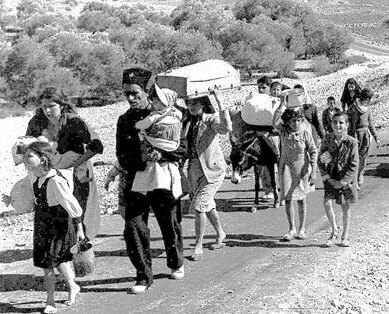
پناهندگان فلسطینی ۱۹۴۸

انکار نکبت (انگلیسی: Nakba denial)، شکلی از انکار تاریخ مربوط به اخراج و فرار ۱۹۴۸ فلسطینیان و اثرات همراه آن است، واقعه ای که مردم فلسطینی به‌طور جمعی در مجموع به عنوان نکبت (فلسطین) (به معنای «فاجعه») از آن یاد می‌کنند.